# میاتا
میاتا (انگلیسی: Miyata) شرکت دوچرخه‌سازی ژاپنی است، که در سال ۱۸۹۰ تأسیس شد.